# Formalisme (literatura)
El formalisme és un corrent crític en literatura que intenta jutjar l'obra només pel seu contingut, deixant de banda el context (com la crítica filològica tradicional), l'autor (com la crítica psicologista) o el receptor (com l'hermenèutica o l'anomenada crítica impressionista). Va ser conreat a principi del segle xx, sobretot a Rússia i Praga, on va fusionar-se amb l'estructuralisme.
El formalisme intenta definir la literarietat, és a dir, objectivar allò que distingeix un text ordinari de la literatura. Per això es fixa en les figures d'estil, ja que l'allunyament del llenguatge comú té efectes artístics i permet identificar la creativitat de l'autor. Aquest estil ha de tractar-se científicament, basant-se en proves del mateix text i no en conceptes subjectius com la bellesa o l'emoció que puguin suscitar.